# حلة السادة (جازان)
قرية حلة السادة، إحدى قرى منطقة جازان وهي قرية سكنية تابعة لبلدية محافظة صبيا جنوب غرب المملكة العربية السعودية، تبعد 20 كم باتجاه الشمال الغربي من مدينة صبيا.

## الموقع
تطل قرية حلة السادة على وادي شهدان الواقع شرق القرية وتقع قريباً من وادي بيش الذي يبعد عنها باتجاه الغرب حوالي 2 كيلومتر، وتبعد حوالي ستون كيلومترا بالاتجاه الشمالي الشرقي من مدينة جازان، عند خط طول 42 درجة وخط العرض 17 درجة.

## وصلات خارجية
- بيانات المجلس البلدي من الأمانة العامة لشؤون المجالس البلدية.
- حصر الخدمات بالمدن والقرى بمنطقة جازان. نسخة محفوظة 25 يناير 2020 على موقع واي باك مشين.
- دليل الخدمات بمنطقة جازان.
- مصلحة الإحصاءات العامة والمعلومات.